# Tra due guerre e altre storie
Tra due guerre e altre storie è una raccolta di racconti di Mario Rigoni Stern scritti tra il 1975 e il 2000. Una parte dei racconti era già stato pubblicato sotto il titolo Il magico kolobok nel 1989.

## Contenuti
La raccolta contiene 58 racconti divisi in cinque parti:
- Storie della prima guerra mondiale
- Storie della seconda guerra mondiale
- Storie dall'Est
- Storie dall'Europa
- Storie dall'Altipiano

## Edizioni
- Mario Rigoni Stern, Tra due guerre e altre storie, Einaudi, 2003, ISBN 88-06-16787-1.